# Chilisås

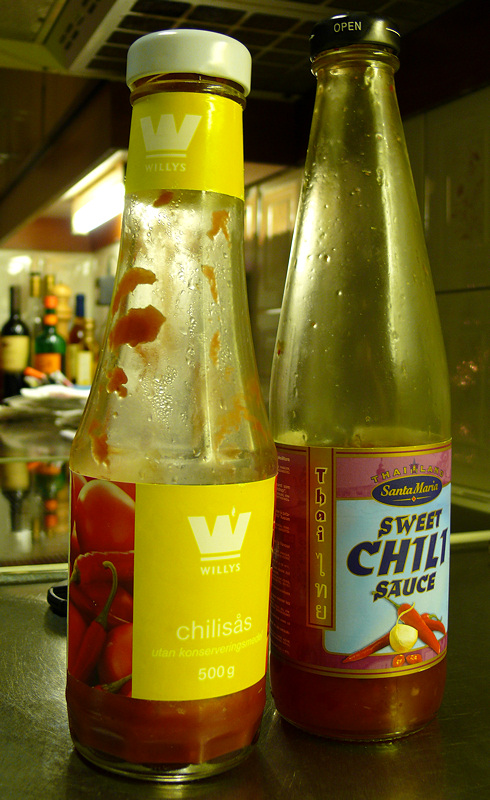
Två sorters chilisås.

Chilisås är ett samlingsnamn på såser vars huvudkrydda eller smak är chili. Det finns många olika chilisåser och de kan vara starka, milda, söta och sura, med mera. Ingredienser i chilisås kan vara chilipeppar, vinäger, matolja, alkohol, frukt och grönsaker. För att göra såsen extra stark tillsätter man ibland capsaicin-extrakt och senap.